# クッキーラン
『クッキーラン』(朝: 쿠키런、朝: Cookie Run)は、韓国のゲームメーカーであるデブシスターズが開発した、ランアクションゲームである。韓国版はカカオトーク、英米圏、日本、台湾版はLINEと連動される。ジャンプとスライドで操作するゲームで、障害物を避け、ゼリーを食べるスコアを高め、コインを集める。後続作として『クッキーラン:オーブンブレイク』がある。
Kakaotalk版は2013年にリリースされたが、2024年現在もプレイ可能ではあるものの、ハングル語以外は対応しておらず、日本リージョンのApple AccountやGoogle アカウントではダウンロードが不可能。LINE版は2014年にリリースされ、2018年にサービス終了。主に2014年ごろに行われた「新世界」アップデートで「エピソード」と呼ばれるマップステージの種類が増やされたことをきっかけにプレイスタイルが大幅に増加している。